# Como duele callar
Como duele callar é uma telenovela mexicana, produzida pela Televisa e exibida em 1987 pelo El Canal de las Estrellas.
Foi protagonizada por Nuria Bages, Cynthia Klitbo, Edgardo Gazcón, Leonardo Daniel e Graciela Mauri, e antagonizada por Alma Muriel, Enrique Rocha, Joaquín Cordero e Guillermo García Cantú.

## Elenco
- Alma Muriel - Aurelia
- Enrique Rocha - Villegas
- Nuria Bages - Eugenia
- Joaquín Cordero - Rosendo Cisneros
- Norma Lazareno - Mercedes de Cisneros
- Leonardo Daniel - José Luis
- Graciela Mauri - Rosario
- Edgardo Gazcón - Armando
- Ana Bertha Lepe - Jacinta
- Guillermo García Cantú - Mauro
- Mónica Miguel - Casimira
- Cynthia Klitbo - Cristina Cisneros
- Juan Felipe Preciado - Domingo
- René Muñoz - Rufino
- Ricardo de Loera - Pancho
- Genoveva Pérez - Justina
- Graciela Bernardos - Filomena
- Federico Romano - Quirino
- Miguel Rodarte - Félix
- Eugenio Cobo - Padre Antonio
- José Antonio Estrada - Sargento Moreno

## Prêmios e indicações

### TVyNovelas
| Categoria               | Indicado(a)     | Resultado |
| ----------------------- | --------------- | --------- |
| Melhor ator antagonista | Joaquín Cordero | Indicado  |
| Melhor atriz principal  | Ana Bertha Lepe | Indicado  |
| Melhor atriz juvenil    | Cynthia Klitbo  | Indicado  |
| Melhor ator juvenil     | Edgardo Gazcón  | Indicado  |